# Mercedes-Benz GLE
Mercedes-Benz GLE – samochód osobowy typu SUV klasy wyższej produkowany pod niemiecką marką Mercedes-Benz od 2015 roku. Od 2019 roku produkowana jest druga generacja modelu.

## Pierwsza generacja

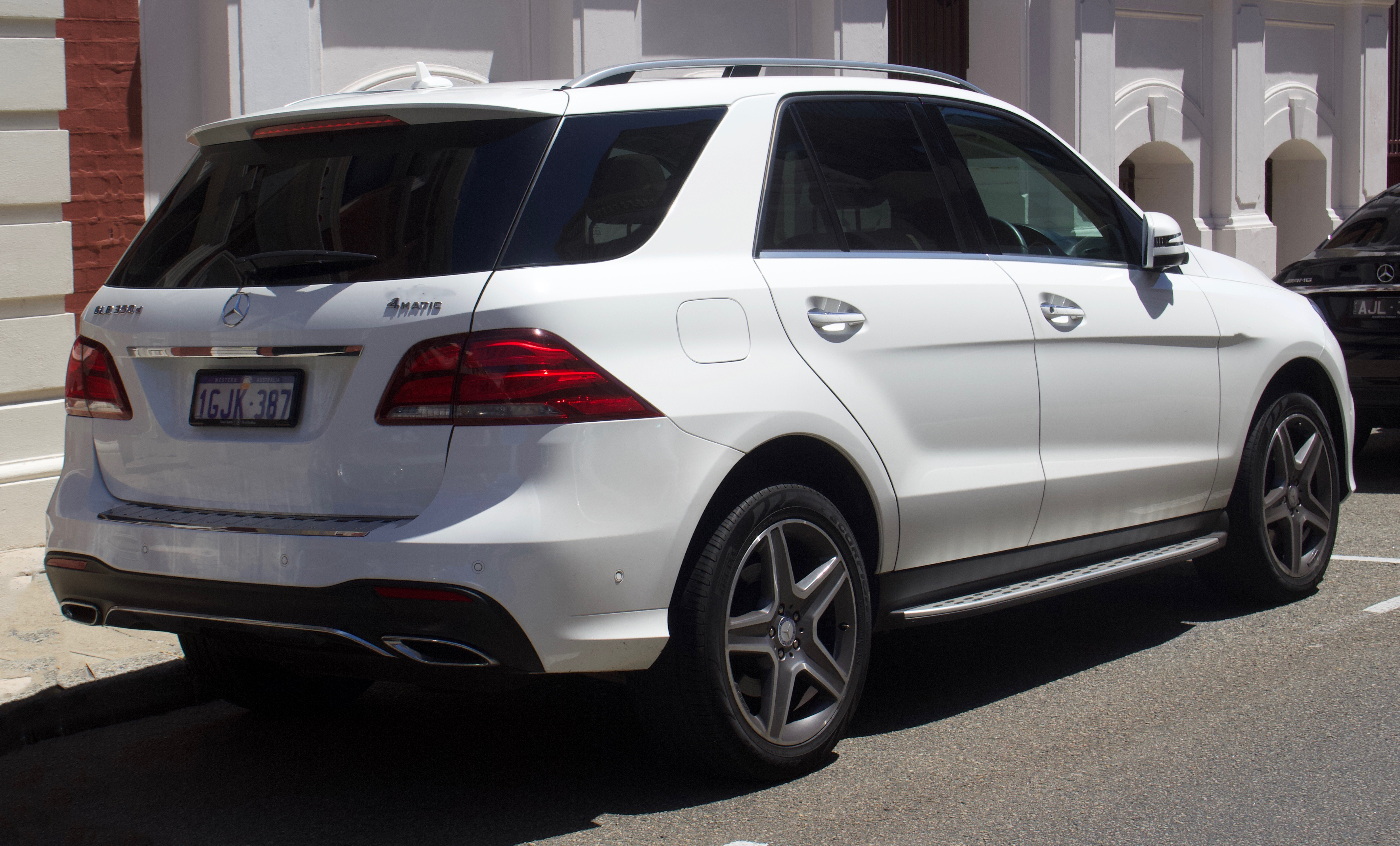
Mercedes-Benz GLE I (W166) – tył

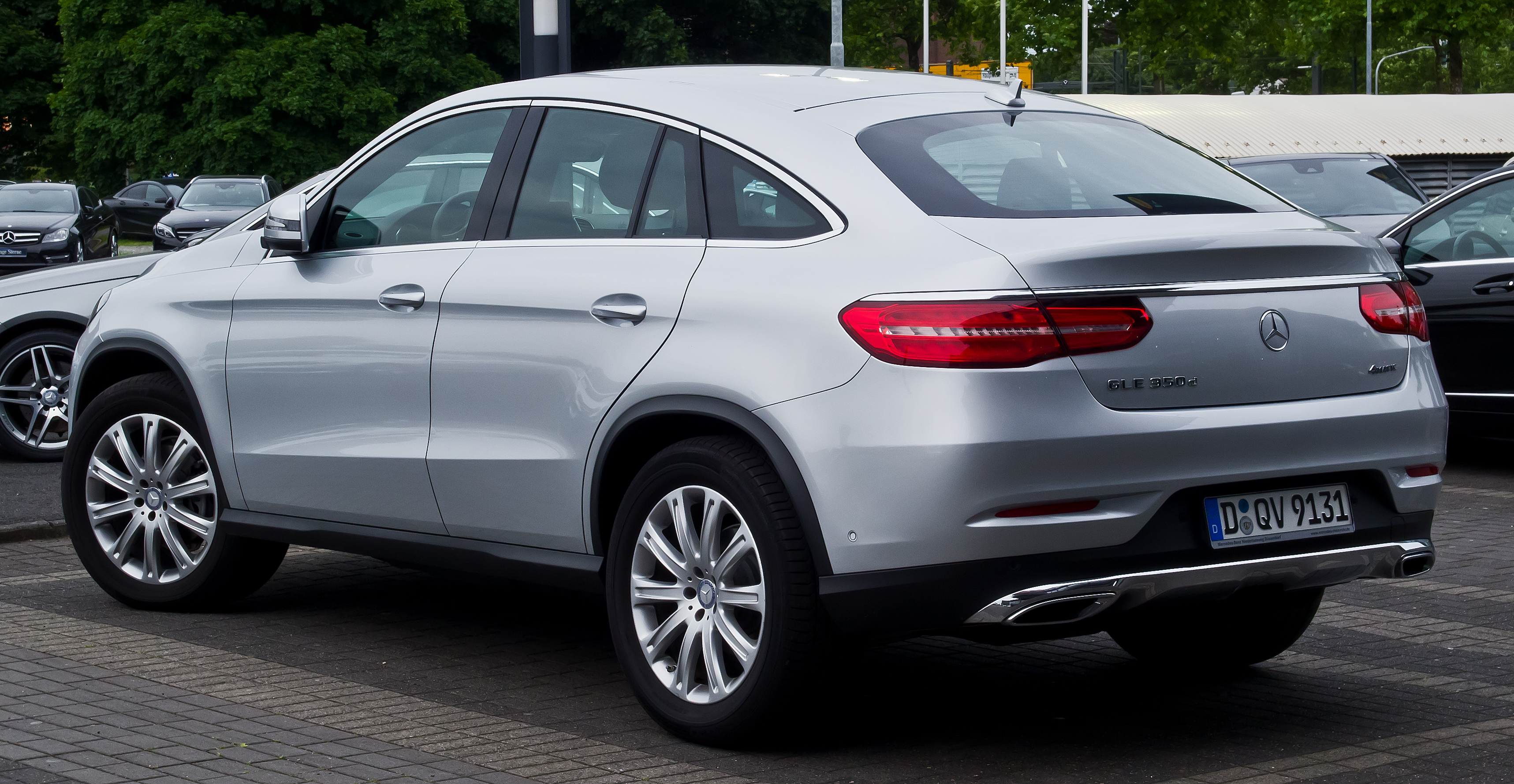
Mercedes-Benz GLE Coupe

Mercedes-Benz GLE I oznaczony kodem fabrycznym W292 zadebiutował podczas New York Auto Show w 2015 roku.
Pierwsza generacja GLE to tak naprawdę trzecia odsłona Mercedesa ML po gruntownej modernizacji. Przedstawiona w 2015 roku, zyskała w stosunku do dotychczasowego modelu z 2011 roku zupełnie inny przód z większymi reflektorami i bardziej wyrazistym grillem, innym wkłady tylnych lamp i nowym kokpitem z większym ekranem do sterowania systemu multimedialnego. Zmiana nazwy z ML na GLE wynikała ze wdrożenia przez Mercedesa nowej polityki nazewniczej dla crossoverów i SUV-ów, w myśl której ma być ona bardziej uporządkowana i odpowiadająca osobowym modelom. W ten sposób literka „E” oznacza klasę wyższą.
Światowy debiut zmodernizowanego Mercedesa ML jako Mercedes GLE miała miejsce w marcu 2015 roku na New York Auto Show 2015. Sprzedaż ruszyła w maju tego samego roku.

### Silniki
Gama dostępnych silników składała się m.in. z wariantu 250d, którego napędzał czterocylindrowy diesel o pojemności 2,1-litra i mocy 204 KM. Ponadto, można było kupić odmianę 350d z 258-konnym dieslem. Jednostki wysokoprężne standardowo wyposażone były w 9-biegową przekładnię automatyczną 9G-TRONIC. Opcjonalnie GLE z dieslem można było wyposażyć m.in. w reduktor.
Nowością w ofercie był ponadto hybrydowy wariant 500e 4MATIC z możliwością ładowania z gniazdka (plug-in). Wersja ta łączyła 333-konne V6 z silnikiem elektrycznym o mocy 116 KM.
Topową odmianą GLE pierwszej generacji był sportowy wariant GLE 63 S AMG 4MATIC. Napędzało go 5,5-litrowe V8 o mocy 585 KM..

### GLE Coupe
Jeszcze zanim przedstawiono zmodernizowanego Mercedesa ML jako GLE, już ponad miesiąc wcześniej światło dzienne ujrzała jego nowa odmiana nadwoziowa. W grudniu 2014 roku, po raz pierwszy w historii, Mercedes przedstawił swojego SUV-a Coupe. Model GLE Coupe to bezpośrednia odpowiedź na pierwszy tego typu samochód w klasie premium – BMW X6. W stosunku do zwykłego GLE pierwszej generacji, wariant GLE Coupe wyróżnia się ściętym dachem, krągłym tyłem i charakterystycznymi, podłużnymi i wąskimi tylnymi lampami. Samochód trafił do sprzedaży w Polsce w kwietniu 2015 roku.

## Druga generacja

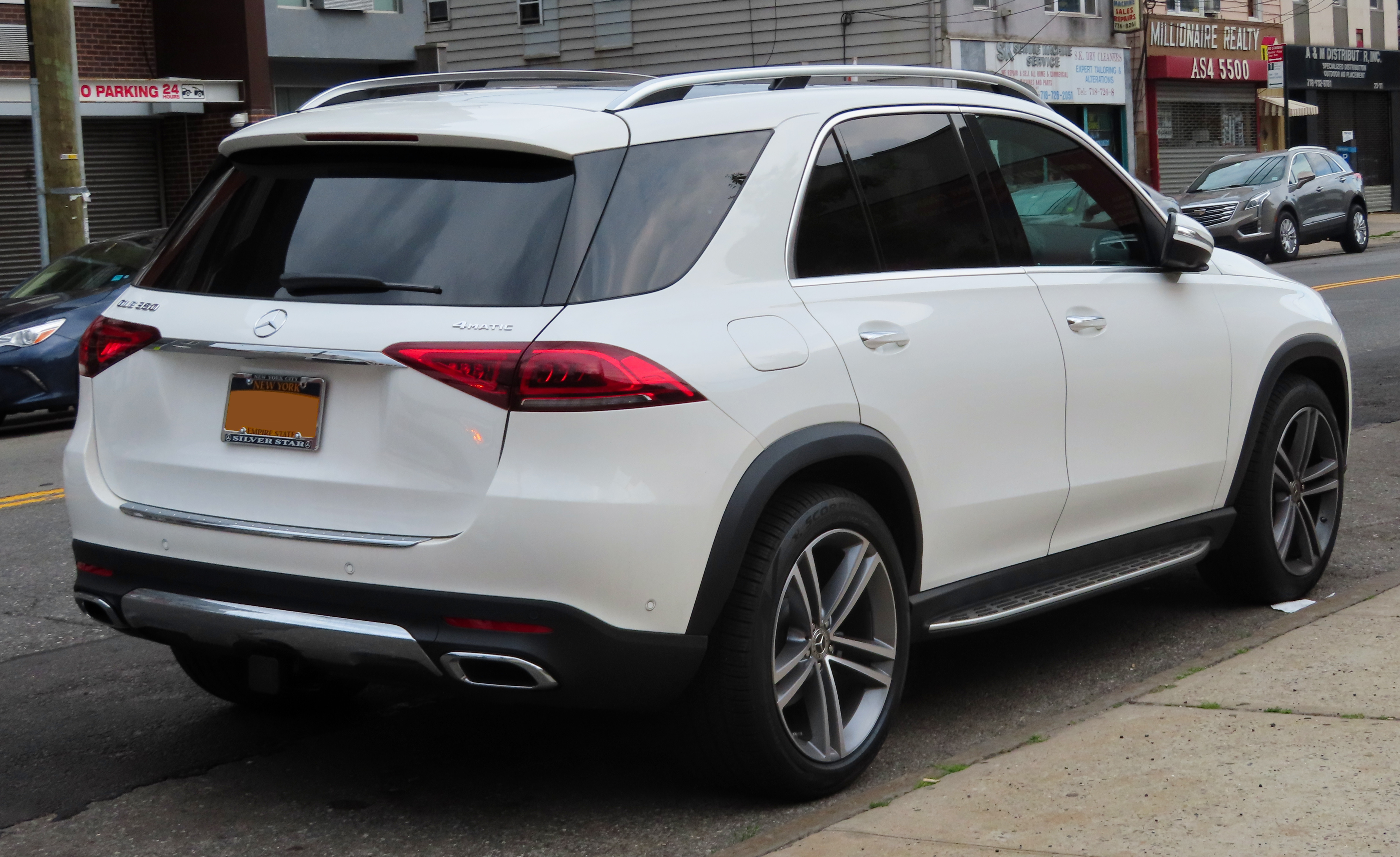
Mercedes-Benz GLE II (W167) – tył

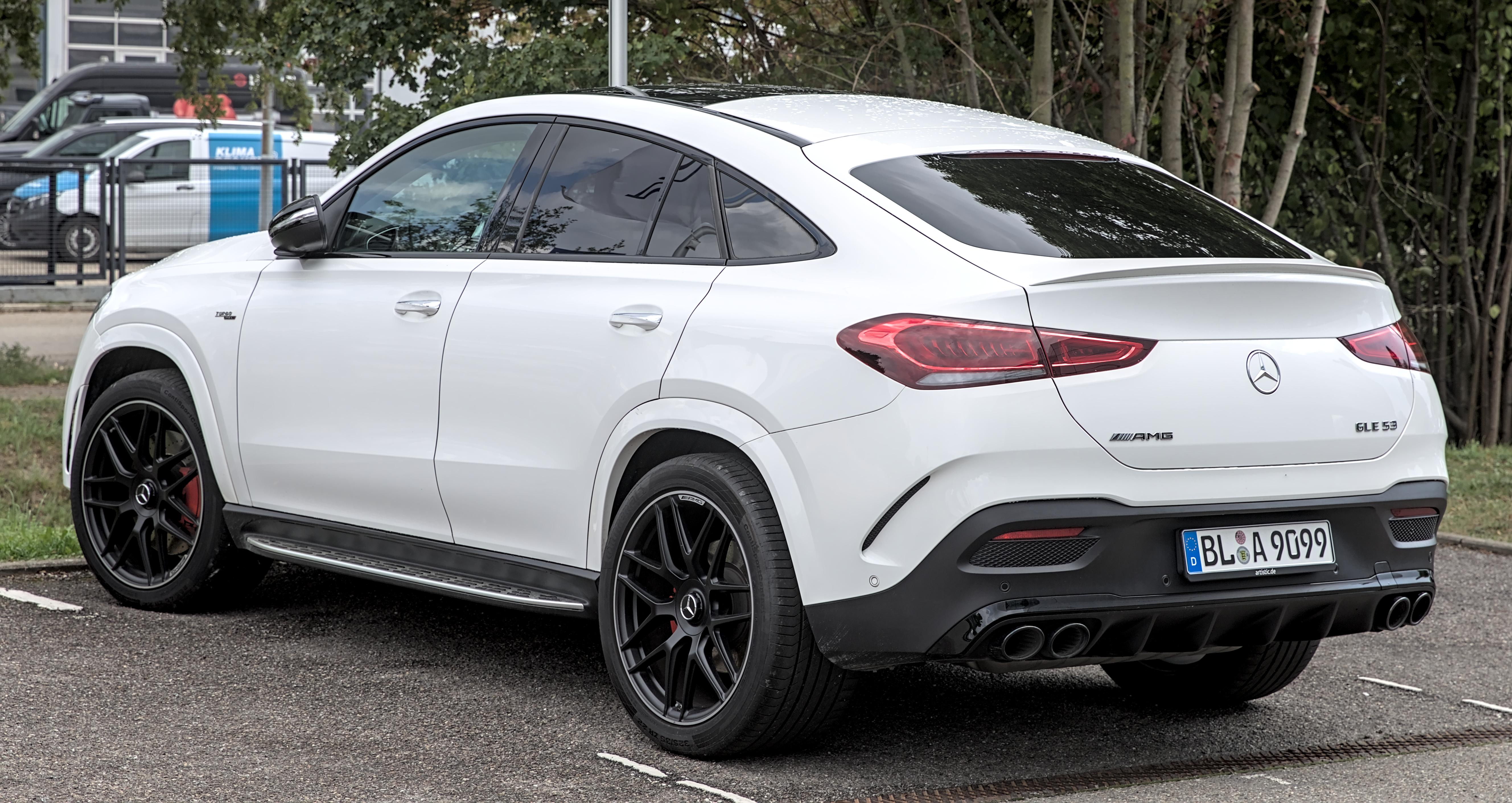
Mercedes-Benz GLE Coupe

Mercedes-Benz GLE II oznaczony kodem fabrycznym W167 zadebiutował podczas Paris Motor Show w 2018 roku.
Druga generacja GLE, w przeciwieństwie do poprzednika, jest samochodem całkowicie nowym i opracowanym od podstaw. Pierwsze informacje na temat modelu ujawniono we wrześniu 2018 roku, a światowa premiera nowego wcielenia miała miejsce w październiku tego samego roku na Paris Motor Show 2018. Nowe GLE w stosunku do poprzednika zyskało nie tylko większy rozstaw osi, ale stało się też dłuższe, a zarazem – węższe i niższe. Pod względem stylistycznym, samochód reprezentuje najświeższy kierunek stylistyczny marki. Auto wyróżnia się niżej osadzonym pasem przednim, węższymi i bardziej podłużnymi reflektorami, a także węższymi tylnymi lampami. Jednocześnie, zachowano charakterystyczne już dla dotychczasowej serii modeli ML proporcje nadwozia, co szczególnie widać po kształcie trzeciego okienka między słupkami C a D. Kokpit nowego GLE wyróżnia się motywem wielkiego ekranu LCD, który stanowi jedną całość między zegarami a ekranem centrum informacyjno-rozrywkowego. 
Sprzedaż Mercedesa GLE ruszyła już w październiku 2018 roku, a pierwsze egzemplarze trafiły do klientów wiosną 2019 roku.

### Lifting

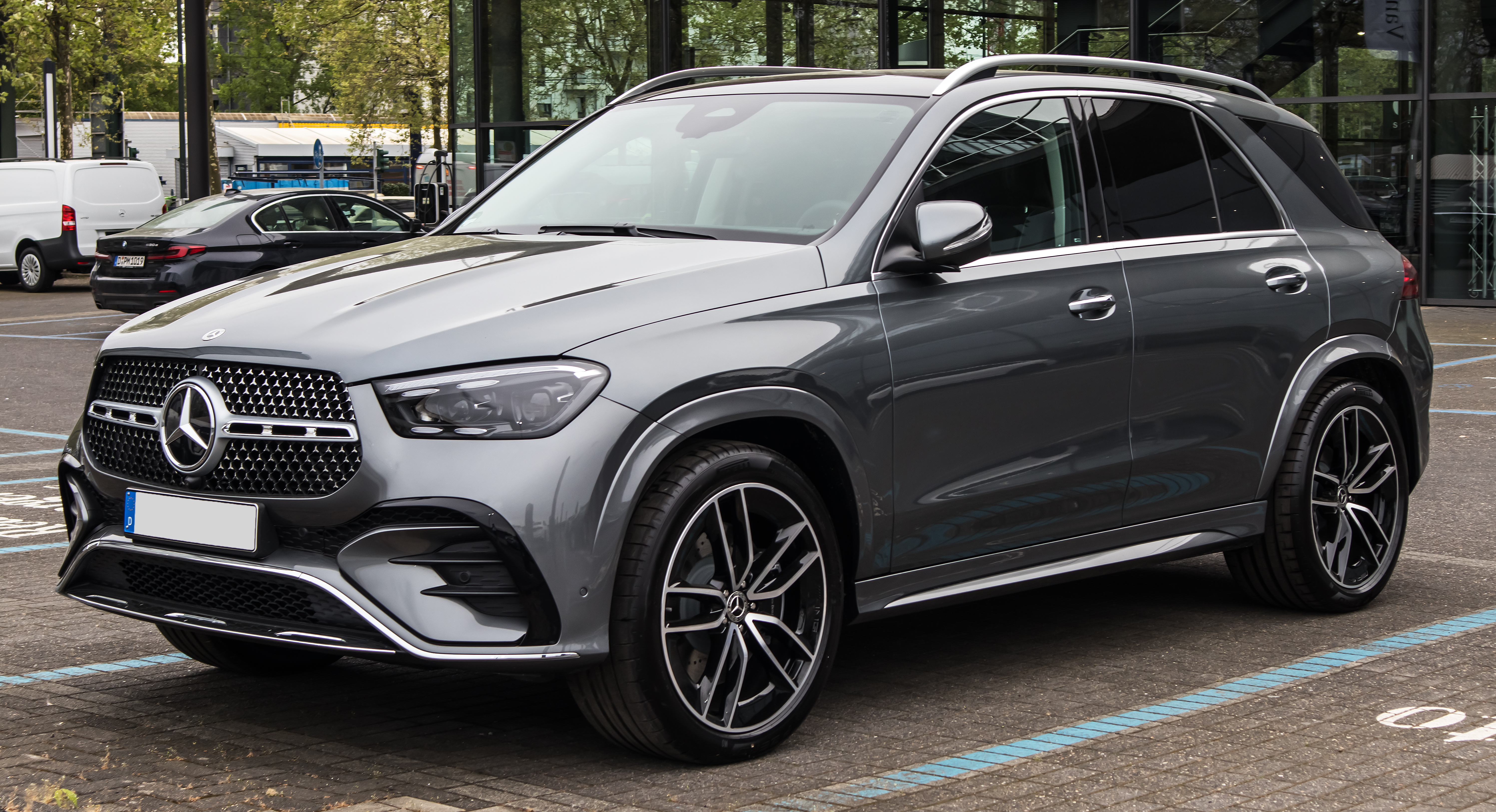
Mercedes-AMG GLE II (W167) po liftingu

W lutym 2023 roku samochód przeszedł modernizację. Różnice ograniczają się do nowych wkładów lamp wykonanych w technologii LED, delikatnie zmienionemu grillowi i chromowanych akcentów w bocznych wlotach przedniego zderzaka. Wewnątrz pojawiła się nowa kierownica z dotykowymi elementami sterującymi. Środek można przyozdobić elementami z linii MANUFAKTUR, które do tej pory znane były jedynie z Maybacha GLS. Kierowca może teraz skorzystać również z funkcji Smart Home, a system będzie się aktualizował bezprzewodowo Over-The-Air. Zmodyfikowano też topowy zestaw audio marki Burmester i wprowadzono system planowania trasy z przyczepą.

### Silniki
Pod maskę początkowo trafi wersja benzynowa wyposażona w tzw. system mild hybrid. Polega on na wsparciu 367-konnego silnika benzynowego funkcją EQ Boost, która dzięki silnikowi elektrycznemu zwiększa jego moc o 22 KM i jest w stanie odzyskiwać energię np. z hamowania. W późniejszym czasie, ofertę silnikową wzbogacą także silniki wysokoprężne i odmiana hybrydowa typu plug-in.

### GLE Coupe
Podobnie jak w przypadku poprzednika, także i oferta GLE drugiej generacji została poszerzona o odmianę GLE Coupe. Samochód trafił do produkcji we wrześniu 2019 roku, a sprzedaż ruszy pod koniec tego roku. Samochód utrzymano w podobnej, co dotychczas, koncepcji.